# Alep
|  | No s'ha de confondre amb Àlep. |

|  | Per a altres significats, vegeu «Governació d'Alep». |

Alep (àrab: حلب, Ḥalab) és una ciutat al nord de la República Àrab Siriana, capital de la província o governació homònima. El desembre del 2005 sobrepassava amb escreix els dos milions d'habitants. La ciutat antiga d'Alep va ser declarada Patrimoni de la Humanitat per la UNESCO el 1986. Dins de la declaració, a més del centre històric, envoltat per una muralla amb set portes, estan inclosos els barris antics del nord, nord-est i est i diversos monuments aïllats més allunyats del centre històric.

## Història

### Edat antiga

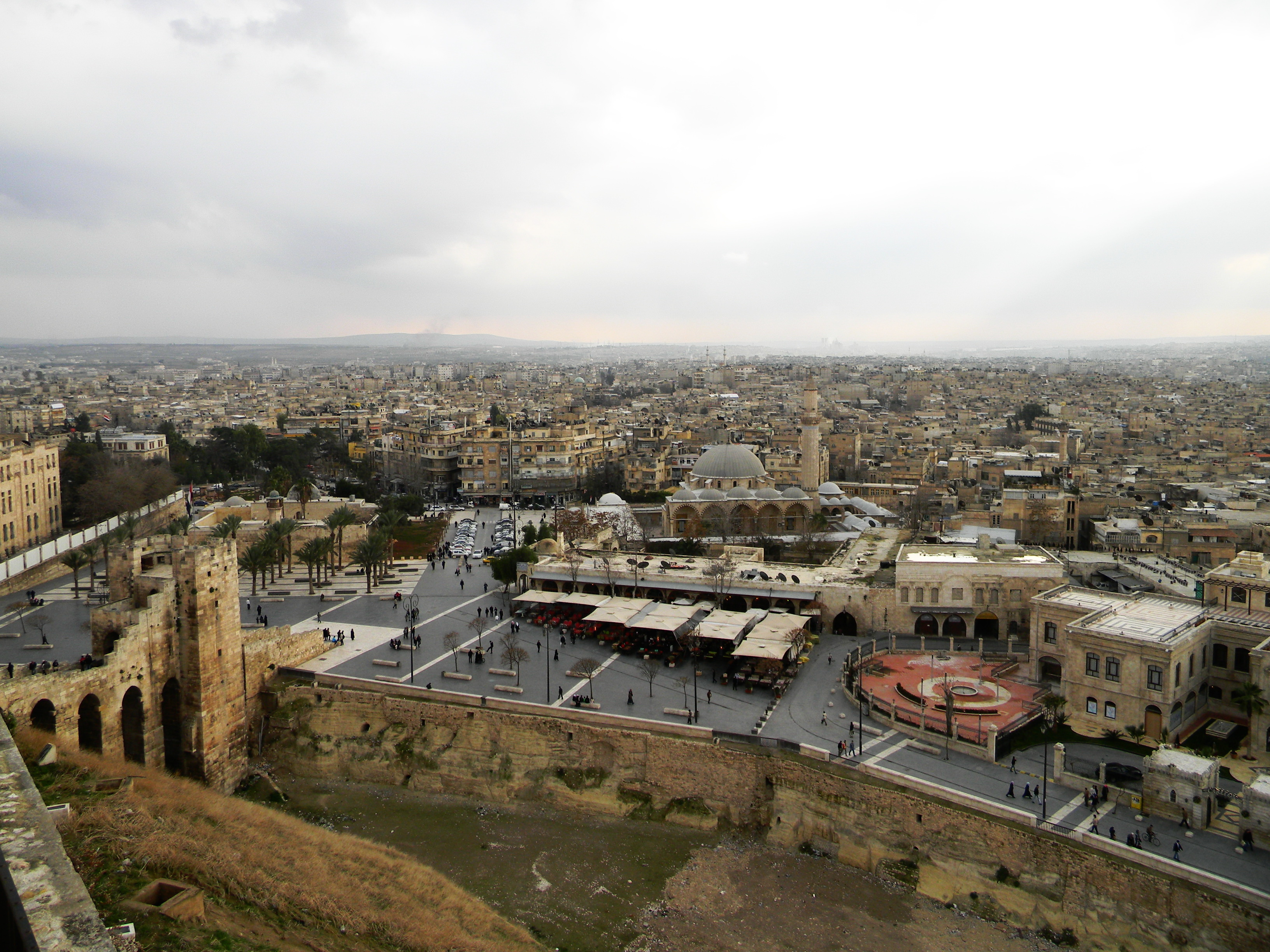
Vista de la part antiga d'Alep de la ciutadella estant

La ciutat existia ja en temps del Neolític. Apareix per primera vegada esmentada vers el 2000 aC, quan era el centre d'un regne de nom Khalab o Khalap (egipci Khrb; accadi Khallaba, o Khalman, Khalwan), conegut també pel nom regional Iamkhad o Yamkhad) que va entrar en contacte amb hitites i egipcis. A la ciutadella, que domina la ciutat antiga, han estat trobades escultures hitites. Vers el 1600 aC fou ocupada pel rei hitita Mursilis I. Vers el 1500 aC va passar a mans dels hurrites de Mitanni però va tornar als hitites vers el 1400 aC i fou capital d'un principat vassall. En els segles següents va perdre importància, ja que fou menyspreada per arameus i segurament fou destruïda i es convertí en un llogaret rural.
Va passar aleshores a Assíria, però d'aquest temps i de les següents dominacions de babilonis, medes i perses no se'n sap res. Es devia engrandir sota els selèucides quan Seleuc I Nicàtor hi fundà una colònia macedònia denominada Berea (grec antic: Βέροια). El 64 aC fou incorporada a Roma amb la Província romana de Síria. Al segle ii hi va penetrar el cristianisme i després s'hi van establir molts jueus que impulsaren al comerç. Hi va estar Julià l'Apòstata. El 540, Justinià I la va restaurar i la va fortificar i fins i tot hi va construir una catedral. El persa Còsroes I el 540 li va exigir un tribut i els habitants no el van poder pagar; fou incendiada i ocupà la ciutat menys la ciutadella. El 611 Còsroes II de Pèrsia la va ocupar, però abans de 20 anys després va tornar a mans romanes d'Orient, que la van perdre el 638 davant els àrabs, que li van restaurar l'antic nom de Khaleb (Khalab) o Chalybon.
També es va formar un barri (Al-Hadir) poblat d'àrabs de la tribu dels Tanukh.

### Edat mitjana

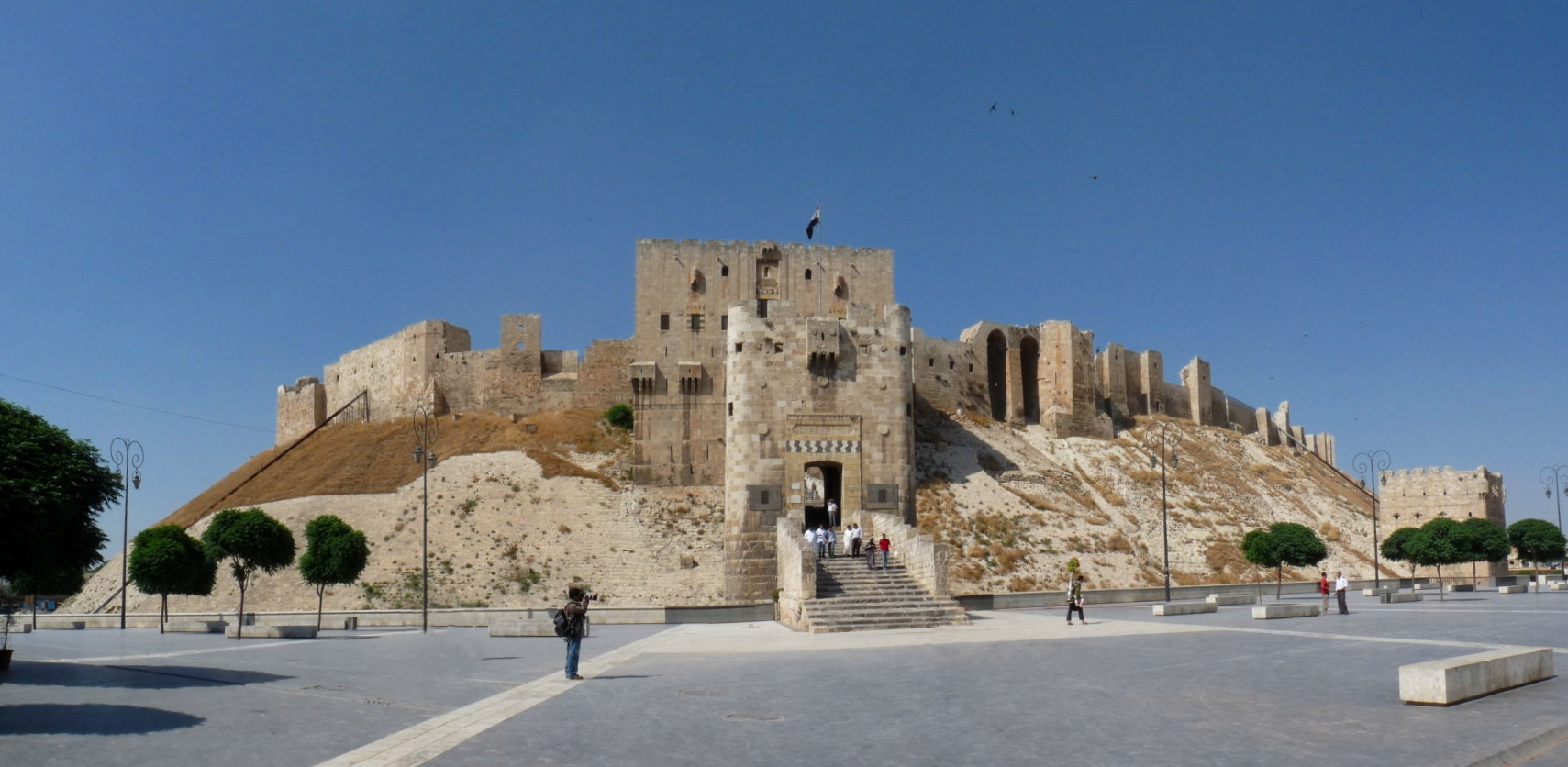
Ciutadella d'Alep

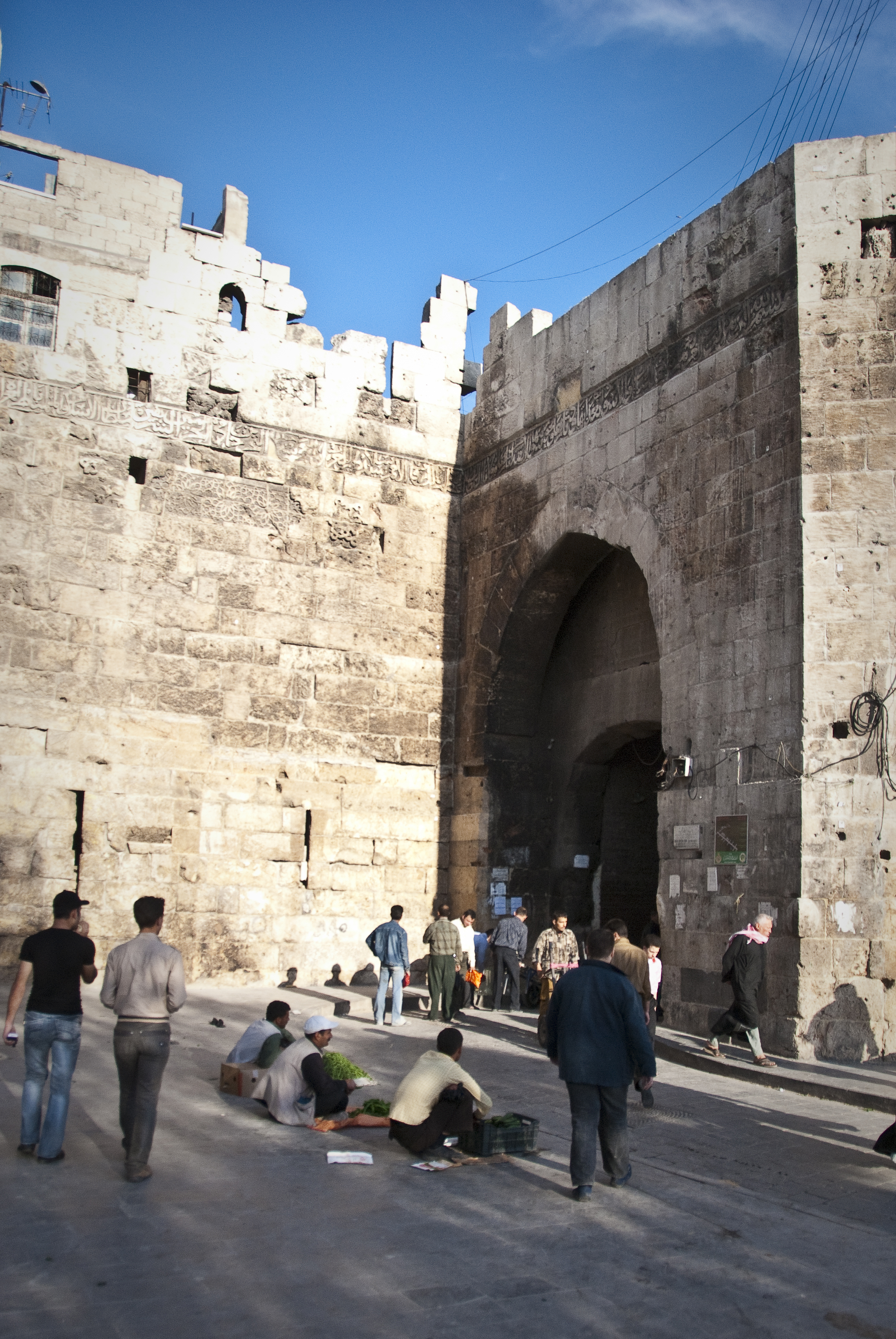
Porta d'Antioquia reconstruïda al

El 637 Khàlid ibn al-Walid es va presentar davant la ciutat; els habitants àrabs es van rendir i la ciutat els va seguir. Alep fou inclosa al djund d'Homs i després al de Kinnasrin. Durant el califat d'Al-Walid o poc després es va construir la primera mesquita a la ciutat.
Sota els abbàssides va pertànyer als dominis del tulúnides i després fou assetjada pels càrmates el 902 o 903. El 936 fou incorporada als dominis de l'emir ikhxídida d'Egipte Muhàmmad, que va deixar el govern al xeic de la tribu beduïna dels Banu Kilab o kilàbites. Aprofitant les disputes entre els ikhxídides i Ibn Raik, el 944 se'n va apoderar Sayf al-Dawla, governador hamdànida del Diyar Bakr i part del Diyar Mudar que el 947 en fou reconegut emir. (vegeu Hamdànides).
El 962 fou destruïda durant la breu conquesta romana d'Orient de Nicèfor Focas i els hamdànides es van fugir a Mayyafarikin. El 1004 els hamdànides foren derrocats pel visir Lulu, i el seu fill i successor ja fou poc més que un governador fatimita. El 1015 la ciutat va caure en mans dels beduïns kilàbites personificats en Sàlih ibn Mirdàs que fundà la dinastia mirdàsida i que la va conservar en el repartiment de territoris entre tribus del 1023, sota sobirania del califa fatimita. Els fills de Sàlih es van repartir els territoris i el 1064 Raixid-ad-Dawla Mahmud va arrabassar Alep al seu oncle amb un exèrcit mercenari de turcs pagats per l'Imperi Romà d'Orient. El 1070 va fer pronunciar la khutba en nom del califa abbàssida al-Kaim i del soldà seljúcida Alp Arslan. El 1071 el soldà es va presentar a la ciutat i va rebre l'homenatge que no va passar de ser nominal.
Les lluites entre prínceps mirdàsides (1075) van provocar una expedició del soldà Màlik-Xah I que envià a son germà Tútuix I; a l'exèrcit d'aquest figuraven molts kilàbites i les forces de l'uqàylida Múslim ibn Qurayx de Mossul, que eren aliats secrets dels mirdàsides, i el setge d'Alep va fracassar. Tútuix va tornar més endavant el 1079 i l'emir Abul Fadail Sabik va entregar la ciutat a l'uqàylida Múslim ibn Qurayx de Mosul. Aquest va morir el 1085 en lluita contra Sulayman ibn Kutulmish que va voler entrar a Alep, però els alepins cridaren a Tútuix. Aquest es va haver de retirar davant son germà Màlik-Xah (1086) que en va donar el govern a Qàssim-ad-Dawla Aq-Sunkur.
A la mort de Màlik-Xah, Ak Sunkur al-Hadjib es va declarar per son germà Barkyaruq, però fou derrotat per Tútuix I i morí el 1094. Tútuix es va apoderar d'Alep i la va conservar fins a la seva mort el 1095 en què el va succeir el seu fill Ridwan durant el govern del qual la ciutat fou dues vegades atacada pels croats el 1100 i el 1103 i va haver de pagar tribut; Ridwan fou succeït el 1113 pel seu fill Tadj al-Dawla Alp Arslan, que fou assassinat el 1114 i substituït per son germà Sultan Shah, un infant, que va tenir com a regent a un esclau del seu pare, de nom Lulu al-Yahya, i després del seu assassinat la regència va passar a l'emir ortúkida de Mardin i Mayyafarikin, Ilghazi I ibn Ortuk. El 1123 el seu parent i governador Balak es va desfer de la nominal autoritat dels seus cosins els emirs de Mardin i Mayyafarikin, i no va tardar a deposar Sultan Shah, però va morir el 1124 al setge de Manbidj. Els croats eren a les portes de la ciutat i estaven aliats a Sultan Shah i a Dubays ibn Sàdaqa, però foren tots rebutjats pel kadi local Abul Hasan Muhammad ibn al-Kashshab. Aquest kadi va assolir el govern de la regió i una vegada restablerta l'administració va cridar al govern al atabek Ak Sunkur al-Bursuki de Mosul, en mans del qual restarà Alep fins al seu assassinat el 1129, i encara que fou governada pels seus successors el sultà la va donar finalment l'atabeg Imad al-Din Zengi, que va rebutjar als croats en una sèrie de companyes.
A Zangi el va succeir el seu fill Nur-ad-Din Mahmud ibn Zengi que va restaurar la ciutat i la va engrandir construint muralles, ciutadella, la gran mesquita, canalitzacions i diverses madrasses que van restaurar l'ortodòxia sunnita enfront de l'expansió de les doctrines xiïtes; entre aquestes madrasses cal esmentar la de madrassa de Hallabiyya que abans era la catedral romana d'Orient i la de Shuabiyya al lloc de la primera mesquita de la ciutat. El va succeir el seu fill al-Màlik al-Sàlih que fou atacat pels aiúbides que foren rebutjats (1175), però al cap de vuit anys (1183) va morir Ismail i l'herència va recaure en Izz al-Din Masud I ibn Mawdud de Mossul, que havia perdut els seus dominis i la va cedir als aiúbides a canvi de recuperar Mossul.
Saladí la va donar al seu fill Ghazi com a governador i anys més tard la va dominar com a soldà. A la mort de Ghazi el 1216 el seu visir Toghril va assolir la regència del seu fill. Al-Malik al-Nasir II Yusuf, elegit sultà pels emirs de Damasc, va annexar la Síria central i va entrar en conflicte amb els mamelucs d'Egipte. El 24 de gener de 1260 la ciutat fou presa per assalt pels mongols i el soldà va morir. Va passar des seguida als mamelucs però els mongols la van recuperar per tornar-la a perdre davant els mamelucs que la van conservar i la van fer cap d'una niyaba o província.

### Època moderna

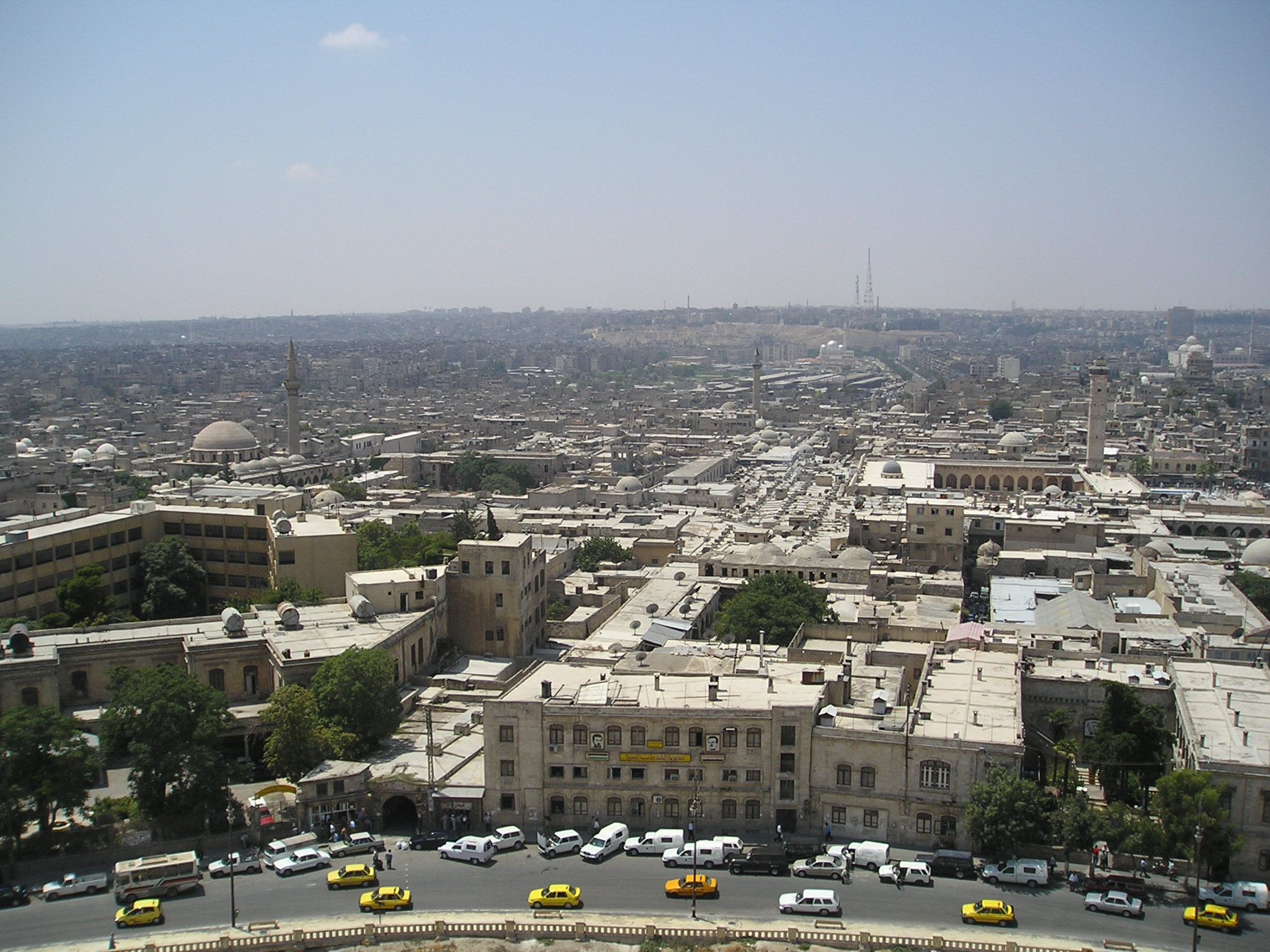
Vista de la ciutat antiga d'Alep.

Ocupada sense lluita pels otomans el 1516 després de la batalla de Mardj Dabik, va esdevenir cap d'una vilaya governada per un mir-i-miran. El 1520 el governador rebel de Damasc Djanbirdi no va poder ocupar la ciutat. Des de la fi del segle xvi fins al 1604 va estar dominada pels geníssers de Damasc, i dos anys després fou la base de la rebel·lió del kurd Djanbulat; vers el 1655 fou l'escenari de la rebel·lió d'Abaza Hasan. Després els geníssers locals es van imposar i van dominar la ciutat fins al 1766 en què la facció dels Ashraf (probablement referit als partidaris del nakib al-Ashraf d'Alep Muhammad ibn Ahmad Tahazade alias Čelebi Efendi) els va treure del poder. Čelebi Efendi va morir el 1786 i els geníssers es van revoltar el 1796 i mataren molts membres de la facció Ashraf dirigida llavors per Ibrahim Kataraghsi, antic servidor de Čelebi Efendi. Fou Ibrahim qui va dirigir un cos local contra els francesos durant la invasió d'Egipte. Va exercir dues vegades com a governador però no va poder imposar la supremacia definitiva dels Ashraf. El 1805 els geníssers van tornar al poder però el 1813 foren proscrits per Čapanoghlu Djalal al-Din Pasha. Els geníssers foren dissolts el 1826 però com a partit van sobreviure a Alep encara força anys. Del 1831 al 1839 fou ocupada pels egipcis. El 1850 els notables locals es van revoltar contra el governador otomà.
Al final de la Primera Guerra Mundial fou unida a Síria. Després del regnat de Faisal I fou un dels territoris francesos del mandat creat l'1 de desembre de 1920 i unit al de Damasc per formar el territori de Síria 28 de juny de 1922.

### Època contemporània
Des dels anys setanta del segle xx la ciutat es va oposar amb força al govern dirigit per l'alauita Hafez al-Assad i el 1979 els Germans Musulmans van matar 73 cadets alauites de l'exèrcit a l'escola d'artilleria de la ciutat. El 25 de juny de 1980 Asad va patir un atemptat i va enviar l'exèrcit per tal de reprimir els germans musulmans als seus feus d'Alep i Hamat. Els Germans Musulmans ajudats per la població es van revoltar però l'exèrcit els va massacrar en una operació que va durar fins al febrer del 1982, operació especialment sagnant a Hama però poc important a Alep. L'any 1986 la Ciutadella d'Alep va ser declarada Patrimoni de la Humanitat per la UNESCO.
Entre juliol de 2012 i novembre de 2016 va tindre lloc la batalla d'Alep, en el marc de la Guerra Civil siriana, que va enfrontar l'oposició siriana (Exèrcit Sirià Lliure, Front del Llevant i l'Exèrcit de la Conquesta, amb el suport d'Al-Qaeda a Síria) contra l'Exèrcit Àrab de Síria fidel al Govern Assad (amb el suport de Hezbollah, Iran i Rússia) i també contra les Unitats de Protecció Popular kurdes. La batalla va estar marcada per l'ús massiu d'artilleria i d'atacs aeris per part de les forces governamentals matant milers de persones i causant una gran devastació.

## Emirs d'Alep

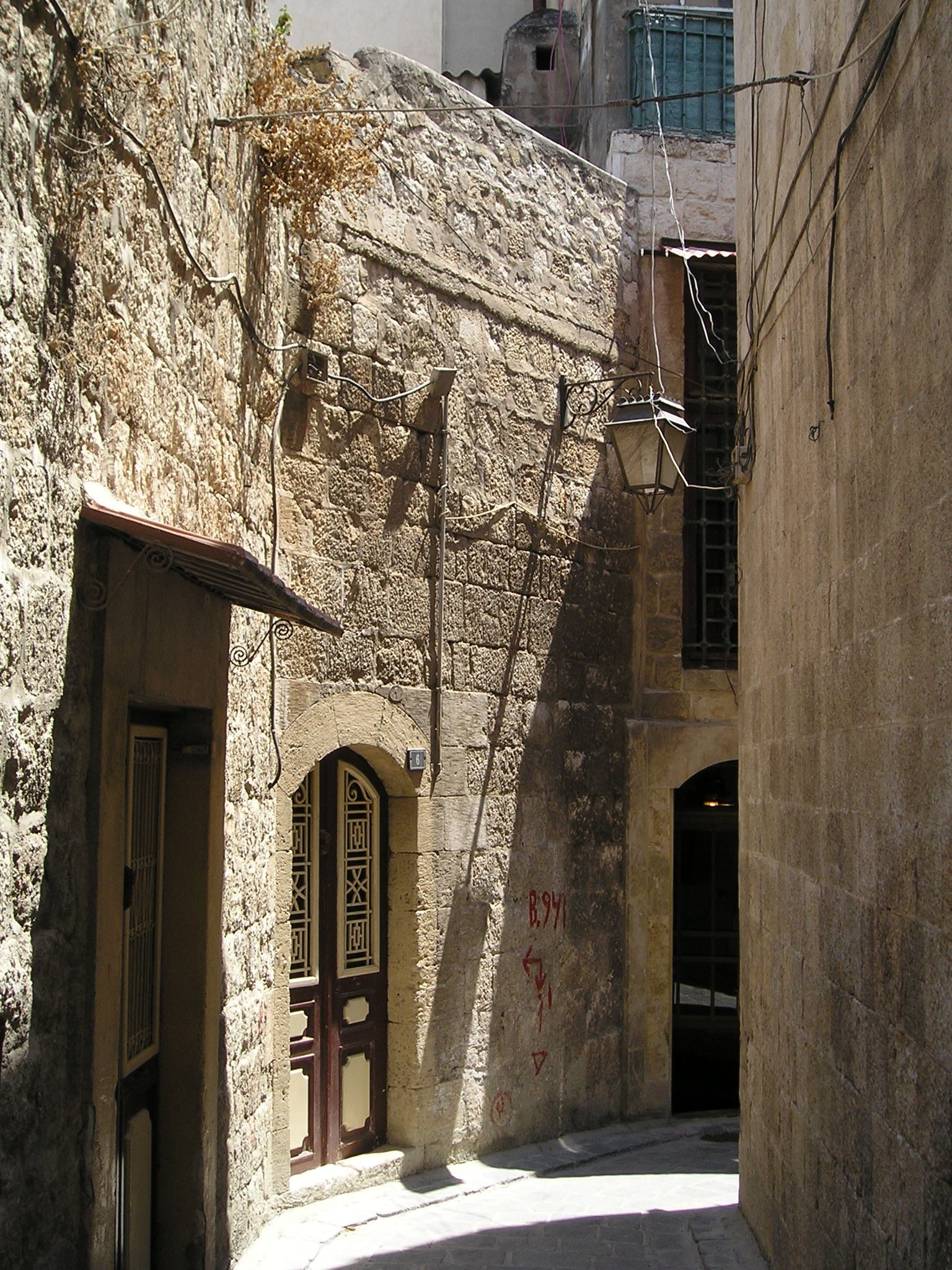
Carreró del barri cristià.

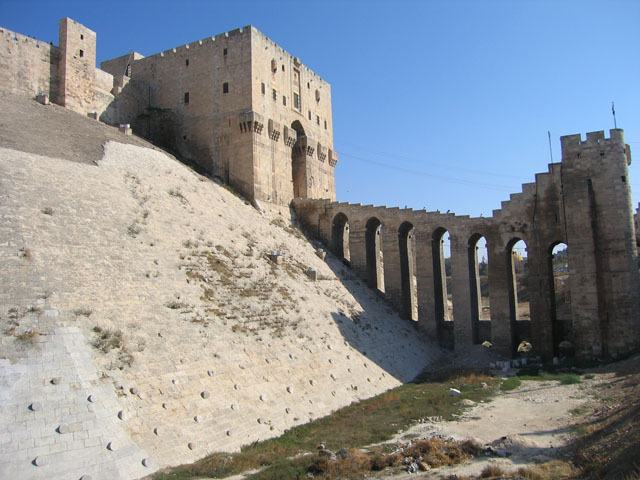
Porta fortificada, fossat i barbacana.

### Hamdànides
- Alí ibn Abi-l-Hayja Abd-Al·lah ibn Hamdan Sayf-ad-Dawla (944-967; reconegut el 947)
- Abu-l-Maali Xarif Sad-al-Dawla (967-991)
- Said Abu-l-Fadàïl Saïd-ad-Dawla (991-1002)
- Abu-l-Hàssan Alí (1002-1004)
- Abu-l-Maali Xarif II (1002-1004)

### Lulúides
- Lulu (usurpador) (regent 1002-1004; emir 1004-1008)
- Mansur ibn Lulu Murtada-ad-Dawla (1008-1015)

### Mirdàssides (kilabites)
- Sàlih ibn Mirdàs (1015-1029; reconegut el 1023)
- Xibl-ad-Dawla Nasr ibn Sàlih (1029-1037)
- Anuixtigin (governador, 1037-1042)
- Muïzz-ad-Dawla Thimal (1042-1057)
- governador fatimita (1057-1060)
- Raixid-ad-Dawla Mahmud (1060-1061)
- Muïzz-ad-Dawla Thimal (1061-1063, 2a vegada)
- Abu-Duaba Atiyya (1063-1064)
- Raixid-ad-Dawla Mahmud (1064-1075, 2a vegada)
- Jalal-ad-Dawla Nasr (1075-1076)
- Abu-l-Fadàïl Sàbiq 1076-1079

### Uqàylides de Mossul
- Múslim ibn Qurayx (1079-1085)

### Seljúcides
- Abu-Saïd Taj-ad-Dawla Tútuix I (1085-1086; de Damasc 1079-1095)
- Màlik-Xah I (1086-1087; sultà seljúcida 1072-1092)
- Qàssim-ad-Dawla Abu-Saïd Aq-Súnqur al-Hàjib (1087-1094)
- Abu-Saïd Taj-ad-Dawla Tútuix I (1094-1095, 2a vegada)
- Fakhr-al-Mulk Ridwan ibn Tutuux (1095-1113)
- Taj-ad-Dawla Alp Arslan al-Akhras (1113-1114)
- Sultan-Xah (1114-1123)

### Atabegs
- Lulu al-Yahya, atabeg regent (1114-1117)
- Shams al-Havas Yariktash, regent (1117)
- Ilghazi ibn Ortuk, atabek regent (1117)
- Hussam-ad-Din Timurtaix ibn Ilghazi, atabeg regent (1117-1118)
- Sulayman I ibn Ilghazi, atabeg regent (1118-1121)
- Badr-ad-Dawla Sulayman II ibn Abd-al-Jabbar ibn Ortuk, regent usurpador (1121-1123)
- Nur-ad-Dawla Balak (usurpador a Kharpurt 1100-1124; regent usurpador i emir (1123-1124)
- Hussam-ad-Din Timurtaix ibn Ilghazi, atabeg nominal (1124-1125, 2a vegada)
- Abu-l-Hàssan Muhàmmad ibn al-Kaixxab, qadi (1124-1125)
- Aq-Súnqur al-Bursuqí ibn Abd-Al·lah (de Mossul), atabeg (1125-1127)
- Massud ibn Súnqur (1127-1129)

### Atabegszengites
- Imad-ad-Din Zengi (1129-1146)
- Nur-ad-Din Mahmud ibn Zengi (1146-1174)
- Ismaïl al-Màlik as-Sàlih ibn Mahmud (1174-1181)
- Imad-ad-Din Zengi II al-Àdil (1181-1183)

### Aiúbides
- Adh-Dhàhir Ghazi Abu-Mansur Ghiyath-ad-Din I, governador aiúbida (1183)
- Al-Àdil I Muhàmmad Sayf-ad-Din Abu-Bakr (1183-1186)
- Adh-Dhàhir Ghazi Abu-Mansur Ghiyath-ad-Din I, sultà (1186-1216)
- Al-Malik al-Aziz Muhammad Ghiyath-ad-Din II (1216-1236)
- Toghrul, regent (1216-1220)
- Al-Malik an-Nàssir II Yusuf Salah-ad-Din (1236-1260; 1249-1250 de Damasc)
- Dayfa Khatun bint al-Àdil Muhàmmad, princesa, regent (1236-1242)
- Al-Muàddham Turan-Xah (1260)
- Als mongols (1260-1261)
- Als mamelucs (1261-1262)
- Als mongols (1262-1263)
- Als mamelucs (1263-1516)
- Als otomans (1516-1919)

### Paixàs otomans (des de 1762)
- Abdullah Pasha al-Farari (1762)
- Kusta Mustafa Bakir Pasha (1763)
- Azmzade Mehmed Pasha (1764)
- Sunbatzade Mehmed Pasha (1765)
- Ahmed Pasha (1765-1767)
- Mehmed Pasha (1767)
- Kul Ahmed Pashazade Ali Pasha (1767)
- Silahdar Hamza Pasha (1767-1768)
- Topal Osmanzade Mehmed Pasha (1769-1770)
- Aberrahman Pasha (1771)
- Ibrahim Pashazade Mehmed Pasha (1774-1775)
- Ali Pasha (1775)
- Ahmed Izzet Pasha (1776–1780)
- Kuca Abdi Pasha (1780-1781)
- Osman Pasha (1781–1783)
- Kekei Abdi Pasha (1784-1785)
- Hadji Mustafa Pasha (1785)
- Huseyn Battal Pasha (1786–1789)
- Bayrakli Kucsa Mustafa Pasha (1789–1791)
- Kilidje Osman Pasha (1792)
- Ibrahim Aga Kara Agazi (1792)
- Sulayman Fayzi Pasha (1793–1794)
- Azamzade Abd Allah Pasha (1795–1798)
- Sharif Mehmed Pasha (1798-1800)
- Ibrahim Pasha Kattar Agisi (1800-1804)
- Hamid Hamud Mehmed Pasha (1804-1805)
- Alaeddin Pasha (1805–1808)
- Yusuf Ziyauddin Pasha (1808–1809)
- Shemli Raghib Mehmed Pasha (1811-1813)
- Capanoghlu Celaleddin Mehmed Pasha (1813-1816)
- Kurshid Ahmed Pasha (1816-1820)
- Muzaffar Pasha (1820-1824)
- Mehmed Wahid Pasha (1824–1830)
- Ali Pasha (1830-1832)
- Ismail Bey, governador egipci (1832-1840)
- Desconegut (1840-1844)
- Vedjihi Pasha (1844)
- Osman Pasha (1845-1849)
- Sherif Mustafa Pasha (1849-1850)
- Kibrisli Mehmed Pasha (1851-1853)
- Sulayman Pasha Refet (1853-1855)
- Ismail Pasha (1856)
- Mustafa Pasha (1857)
- Mehmed Pasha (1858)
- Ismail Pasha (1860, 2a vegada)
- Ismet Pasha (1861-1862)
- Sureyin Pasha (1863-1866)
- Ahmed Çevdet Pasha (1866-1868)
- Reshad Pasha 1868 – (1871)
- Hadji Ali Pasha (1871-1873)
- Mehmed Reshid Pasha (1874-1875)
- Esad Muhlis Pasha (1875–1876)
- Mehmed Pasha (1876-1877)
- Mehmed Reshid Pasha (1877–1878, 2a vegada)
- Ahmed Çevdet Pasha (1878, 2a vegada)
- Desconegut (1878–1880)
- Abdullah Ghâlib Pasha (1880)
- Çemal Huseyn Pasha (1880-1887)
- Hasan Hakki Pasha (1887-1890)
- Hadji Osman Nuri Pasha (1892-1894)
- Hasan Pasha (1894)
- Hasan Hakki Pasha (1894–1895, 2a vegada)
- Zihni Pasha (1895)
- Kibrisli Mehmed Kamil Pasha (1895)
- Raif Pasha (1895-1900)
- Emin Pasha (1900-1902)
- Medjid Efendi (interí) (1902–1904)
- Kiazmin Pasha (1904–1906)
- Nadjim Pasha (1906-1907)
- Reshid Pasha (1907-1908)
- Reuf Pasha (1908)
- Fahri Pasha (1909-1910)
- Mazhar Bey (1910-1911)
- Wafik Pasha (1912–1913)
- Selal Pasha (1913-1915)
- Mustafa Abdulhalik Bey (1916)
- Bedri Bey (1917-1918)
- incorporada al regne de Síria (1919-1920)

### Estat d'Alep
- Kamil Basha al-Kudsi, governador de l'estat (1 de desembre de 1920 - 28 de juny de 1922)
- Unió dels estats de Damasc i Alep en l'Estat de Síria (28 de juny de 1922)

## Persones il·lustres
- Ibn Abi Tayyi, historiador.
- Mustafà Naima, historiador.